# C-dúr Andante billentyűs hangszerre (Mozart)
A C-dúr Andante billentyűs hangszerre, K. 1a Wolfgang Amadeus Mozart első műve (feltehetőleg), amely 1761 körül keletkezett, és Nannerl Zenéskönyvében találták meg. A mű elég rövid (kb. 20 mp), és valószínűleg apja, Leopold Mozart kottázta le a művet, mivel a szerző ekkor még csak 5 éves volt.
Előadása általában csembalón történik, a szerző akaratával egyezően C-dúrban. A mű egy együtemes frázissal indít, ami rögtön piano (halkan) megismétlődik. Ugyanez a módszer következik ezután is – csak a frázis más – mielőtt egy mélyebb, nem megismételt motívum elvezet a zárlathoz.